# Kim Hughes
Pour les articles homonymes, voir Hughes.
Kimberley John Hughes (né le 26 janvier 1954), communément appelé Kim Hughes, est un ancien joueur de cricket australien. Il a disputé son premier test et son premier ODI pour l'équipe d'Australie en 1977.

## Biographie
Il fit ses débuts en test contre l'Angleterre à The Oval et devint en 1978 le capitaine de l'équipe d'Australie, amputée de plusieurs joueurs majeurs qui ont choisi de disputer la World Series Cricket, une lucrative ligue rebelle. Ce choix affecta par la suite ses relations avec Greg Chappell, Rod Marsh et Dennis Lillee, qui avaient fait le choix de disputer la World Series Cricket.
Il partagea par la suite le capitanat avec Greg Chappell, menant l'équipe principalement lors de ses matchs à l'extérieur. En pleurs, il démissionna de son poste de capitaine après une défaite lors du deuxième match de la tournée des Indes occidentales en Australie en 1984-85, et finit avec des statistiques modestes en tant que capitaine en test cricket : 4 victoires seulement pour 13 défaites et 11 draws.
Non sélectionné pour les Ashes de 1985, il accepta de mener une équipe rebelle en tournée en Afrique du Sud. Il considérait qu'il n'avait plus rien à apporter au cricket australien, alors que beaucoup pensaient qu'il était avant tout victimisé pour sa fidélité à l'Australian Cricket Board durant l'ère des World Series Cricket.
Resté dans les mémoires pour ses statistiques malchanceuses en tant que capitaine, il n'en fut pas moins l'un des meilleurs batteurs de sa génération. Il marqua un century lors son premier match de first-class cricket. Lors du premier test joué face aux Indes occidentales en 1981-82 au Melbourne Cricket Ground, il fait face à un redoutable quatuor de fast bowlers composé de Michael Holding, Andy Roberts, Joel Garner et Colin Croft. Il réussit à marquer 100 des 198 runs de l'équipe d'Australie, l'aidant ainsi à remporter un match ou peu de runs furent marqués. Cette performance fut classée par Wisden au neuvième rang des dix meilleures manches réalisées par un batteur.

## Récompenses individuelles
- Un des cinq Wisden Cricketers of the Year de l'année 1981

## Sélections
- 70 sélections en test cricket de 1977 à 1984
- 97 sélections en ODI de 1977 à 1985